# Húsavíks kommun
Húsavíks kommun (färöiska: Húsavíkar kommuna) är en kommun på Färöarna, belägen på ön Sandoy. Kommunen omfattar förutom centralorten Húsavík även Skarvanes och Dalur och hade vid folkräkningen 2015 totalt 118 invånare.

## Befolkningsutveckling
| Befolkningsutvecklingen i Húsavíks kommun 1985–2015 | Befolkningsutvecklingen i Húsavíks kommun 1985–2015 | Befolkningsutvecklingen i Húsavíks kommun 1985–2015 | Befolkningsutvecklingen i Húsavíks kommun 1985–2015 | Befolkningsutvecklingen i Húsavíks kommun 1985–2015 |
| --------------------------------------------------- | --------------------------------------------------- | --------------------------------------------------- | --------------------------------------------------- | --------------------------------------------------- |
|                                                     |                                                     |                                                     |                                                     |                                                     |
| År                                                  |                                                     |                                                     | Folkmängd                                           |                                                     |
| 1985                                                | 1985                                                |                                                     | 198                                                 |                                                     |
| 1990                                                | 1990                                                |                                                     | 185                                                 |                                                     |
| 1995                                                | 1995                                                |                                                     | 168                                                 |                                                     |
| 2000                                                | 2000                                                |                                                     | 143                                                 |                                                     |
| 2005                                                | 2005                                                |                                                     | 133                                                 |                                                     |
| 2010                                                | 2010                                                |                                                     | 122                                                 |                                                     |
| 2015                                                | 2015                                                |                                                     | 118                                                 |                                                     |
|                                                     |                                                     |                                                     |                                                     |                                                     |